# Pseudophoxinus maeandri
Espèce
Synonymes
- Pararhodeus maeandri Ladiges, 1960[2] [3]
- Phoxinellus zeregi meandri (Ladiges, 1960)[3]
- Phoxinellus zeregii meandri (Ladiges, 1960)[3]

Statut de conservation UICN

 EN B2ab(ii,iii) : En danger
Pseudophoxinus maeandri (Apamean spring minnow en anglais) est un poisson d'eau douce de la famille des Cyprinidae.

## Répartition
Pseudophoxinus maeandri est endémique de la partie amont du Büyük Menderes en Turquie.

## Description
La taille maximale connue pour Pseudophoxinus maeandri est de 70 mm. Cette espèce préfère les cours d'eau à végétation dense.

## Étymologie
Son nom spécifique, maeandri, lui a été donné en référence aux sources du Büyük Menderes où cette espèce a été découverte.

## Publication originale
- Ladiges, 1960 : Süßwasserfische der Türkei, I. Teil Cyprinidae. Mitteilungen aus dem Hamburgischen Zoologischen Museum und Institut, vol. 58, p. 105-150[6].